# تیم ملی بسکتبال اریتره
تیم ملی بسکتبال اریتره، نماینده اریتره در مسابقات بین المللی بسکتبال است. 
توسط فدراسیون ملی بسکتبال اریتره اداره می شود. 